# Aprostocetus lasius
Aprostocetus lasius is een vliesvleugelig insect uit de familie Eulophidae. De wetenschappelijke naam is voor het eerst geldig gepubliceerd in 1943 door Burks.